# Pjevajmo na kiši (1952.)
Pjevajmo na kiši je američki mjuzikl iz 1952. koji je distribuirao Metro-Goldwyn-Mayer. Redatelji su bili Gene Kelly i Stanley Donen, a producent Arthur Freed. Glavni glumci su bili Gene Kelly, Donald O'Connor, Debbie Reynolds i Jean Hagen. Scenarij su napisali Betty Comden i Adolph Green. Mjuzikl je doživio veliki uspjeh.